# Rolando Fonseca
Rolando Fonseca Jiménez (San José, 6 giugno 1974) è un dirigente sportivo ed ex calciatore costaricano, di ruolo attaccante, direttore generale del Municipal Turrialba.

## Carriera

### Club
Rolando Fonseca debuttò non ancora diciassettenne nella Prima Divisione della Costa Rica con il Deportivo Saprissa. Nel 1995 arriva al Pachuca che stava nella Seconda Divisione e riesce la salita in quel torneo. L'anno seguente giocò in Colombia con l'Indipendente di Medellin, poi con il Deportivo Cali e nel 1996 passa alla Liga Deportiva Alajuelense col quale esce campione. Nel 1997 è trasferito al Comunicaciones de Guatemala dove rimane fino al 2000. Nel 2001 passa a difendere i colori del Deportivo Saprissa e, a metà di quello stesso anno ritorna in Messico per integrarsi con La Piedad della Prima Divisione. A partire dal 2002 gioca nella Liga Deportiva Alajuelense dove ha raggiunto il campionato in due anni consecutivi. Quindi passa al Comunicaciones e ritorna all'Alajuelense in due occasioni. Il 29 giugno scorso si legò al Liberia. Quindi ritorna al Comunicaciones.

### Nazionale
Fonseca è anche un membro della squadra Nazionale della Costa Rica con la quale ha segnato 47 gol e si consolida come l'attaccante attivo del paese con più gol. Il suo gol al Cile è entrato nella storia del calcio della Costa Rica per essere il 1000º gol nella storia della Tricolor. Ha disputato la Coppa del Mondo FIFA del 2002 in Corea e Giappone.

## Statistiche

### Cronologia presenze e reti in Nazionale
| Cronologia completa delle presenze e delle reti in nazionale ― Costa Rica | Cronologia completa delle presenze e delle reti in nazionale ― Costa Rica | Cronologia completa delle presenze e delle reti in nazionale ― Costa Rica | Cronologia completa delle presenze e delle reti in nazionale ― Costa Rica | Cronologia completa delle presenze e delle reti in nazionale ― Costa Rica | Cronologia completa delle presenze e delle reti in nazionale ― Costa Rica | Cronologia completa delle presenze e delle reti in nazionale ― Costa Rica | Cronologia completa delle presenze e delle reti in nazionale ― Costa Rica |
| Data                                                                      | Città                                                                     | In casa                                                                   | Risultato                                                                 | Ospiti                                                                    | Competizione                                                              | Reti                                                                      | Note                                                                      |
| ------------------------------------------------------------------------- | ------------------------------------------------------------------------- | ------------------------------------------------------------------------- | ------------------------------------------------------------------------- | ------------------------------------------------------------------------- | ------------------------------------------------------------------------- | ------------------------------------------------------------------------- | ------------------------------------------------------------------------- |
| 27-5-1992                                                                 | San José                                                                  | Costa Rica                                                                | 2 – 1                                                                     | Ecuador                                                                   | Amichevole                                                                | -                                                                         |                                                                           |
| 2-8-1992                                                                  | Montevideo                                                                | Uruguay                                                                   | 2 – 1                                                                     | Costa Rica                                                                | Amichevole                                                                | -                                                                         |                                                                           |
| 15-11-1992                                                                | Kingstown                                                                 | Saint Vincent e Grenadine                                                 | 0 – 1                                                                     | Costa Rica                                                                | Qual. Mondiali 1994                                                       | -                                                                         |                                                                           |
| 29-11-1992                                                                | San José                                                                  | Costa Rica                                                                | 2 – 0                                                                     | Messico                                                                   | Qual. Mondiali 1994                                                       | -                                                                         |                                                                           |
| 4-12-1992                                                                 | Tegucigalpa                                                               | Honduras                                                                  | 2 – 1                                                                     | Costa Rica                                                                | Qual. Mondiali 1994                                                       | -                                                                         |                                                                           |
| 13-12-1992                                                                | San José                                                                  | Costa Rica                                                                | 5 – 0                                                                     | Saint Vincent e Grenadine                                                 | Qual. Mondiali 1994                                                       | -                                                                         |                                                                           |
| 5-3-1993                                                                  | Tegucigalpa                                                               | Costa Rica                                                                | 1 – 0                                                                     | El Salvador                                                               | Coppa delle nazioni UNCAF 1993 - 1º turno                                 | -                                                                         |                                                                           |
| 7-3-1993                                                                  | Tegucigalpa                                                               | Costa Rica                                                                | 0 – 2                                                                     | Honduras                                                                  | Coppa delle nazioni UNCAF 1993 - 1º turno                                 | -                                                                         |                                                                           |
| 10-3-1993                                                                 | Tegucigalpa                                                               | Panama                                                                    | 0 – 2                                                                     | Costa Rica                                                                | Coppa delle nazioni UNCAF 1993 - 1º turno                                 | 1                                                                         |                                                                           |
| 24-3-1993                                                                 | San José                                                                  | Costa Rica                                                                | 0 – 1                                                                     | Canada                                                                    | Amichevole                                                                | -                                                                         |                                                                           |
| 31-3-1993                                                                 | Medellín                                                                  | Colombia                                                                  | 3 – 1                                                                     | Costa Rica                                                                | Amichevole                                                                | 1                                                                         |                                                                           |
| 23-6-1993                                                                 | San José                                                                  | Costa Rica                                                                | 3 – 1                                                                     | Panama                                                                    | Amichevole                                                                | 1                                                                         |                                                                           |
| 29-6-1993                                                                 | San José                                                                  | Costa Rica                                                                | 0 – 2                                                                     | Messico                                                                   | Amichevole                                                                | -                                                                         |                                                                           |
| 11-6-1994                                                                 | New Haven                                                                 | Italia                                                                    | 1 – 0                                                                     | Costa Rica                                                                | Amichevole                                                                | -                                                                         |                                                                           |
| 1-12-1995                                                                 | San Salvador                                                              | Costa Rica                                                                | 2 – 1                                                                     | Belize                                                                    | Coppa delle nazioni UNCAF 1995 - 1º turno                                 | 1                                                                         |                                                                           |
| 3-12-1995                                                                 | San Salvador                                                              | El Salvador                                                               | 2 – 1                                                                     | Costa Rica                                                                | Coppa delle nazioni UNCAF 1995 - 1º turno                                 | -                                                                         |                                                                           |
| 7-12-1995                                                                 | San Salvador                                                              | Costa Rica                                                                | 1 – 1                                                                     | Honduras                                                                  | Coppa delle nazioni UNCAF 1995 - Quarti di finale                         | 1                                                                         |                                                                           |
| 10-12-1995                                                                | San Salvador                                                              | Messico                                                                   | 2 – 1                                                                     | Costa Rica                                                                | Coppa delle nazioni UNCAF 1995 - Semifinale                               | 1                                                                         |                                                                           |
| 25-8-1996                                                                 | Valparaíso                                                                | Cile                                                                      | 1 – 1                                                                     | Costa Rica                                                                | Amichevole                                                                | -                                                                         |                                                                           |
| 1-9-1996                                                                  | Port of Spain                                                             | Trinidad e Tobago                                                         | 0 – 1                                                                     | Costa Rica                                                                | Qual. Mondiali 1998                                                       | -                                                                         |                                                                           |
| 4-10-1996                                                                 | San José                                                                  | Costa Rica                                                                | 0 – 0                                                                     | Giamaica                                                                  | Amichevole                                                                | -                                                                         |                                                                           |
| 17-11-1996                                                                | San José                                                                  | Costa Rica                                                                | 3 – 0                                                                     | Guatemala                                                                 | Qual. Mondiali 1998                                                       | -                                                                         |                                                                           |
| 24-11-1996                                                                | Città del Guatemala                                                       | Guatemala                                                                 | 1 – 0                                                                     | Costa Rica                                                                | Qual. Mondiali 1998                                                       | -                                                                         |                                                                           |
| 3-12-1996                                                                 | Detroit                                                                   | Stati Uniti                                                               | 1 – 2                                                                     | Costa Rica                                                                | Qual. Mondiali 1998                                                       | -                                                                         |                                                                           |
| 16-4-1997                                                                 | Città del Guatemala                                                       | Guatemala                                                                 | 1 – 1                                                                     | Costa Rica                                                                | Coppa delle nazioni UNCAF 1997 - 1º turno                                 | -                                                                         |                                                                           |
| 23-4-1997                                                                 | Città del Guatemala                                                       | Costa Rica                                                                | 4 – 0                                                                     | Honduras                                                                  | Coppa delle nazioni UNCAF 1997 - 1º turno                                 | 3                                                                         |                                                                           |
| 25-4-1997                                                                 | Città del Guatemala                                                       | Costa Rica                                                                | 1 – 0                                                                     | El Salvador                                                               | Coppa delle nazioni UNCAF 1997 - 1º turno                                 | -                                                                         |                                                                           |
| 27-4-1997                                                                 | Città del Guatemala                                                       | Panama                                                                    | 1 – 1                                                                     | Costa Rica                                                                | Coppa delle nazioni UNCAF 1997 - Quarti di finale                         | 1                                                                         |                                                                           |
| 4-5-1997                                                                  | San Salvador                                                              | El Salvador                                                               | 2 – 1                                                                     | Costa Rica                                                                | Qual. Mondiali 1998                                                       | -                                                                         |                                                                           |
| 12-5-1997                                                                 | San José                                                                  | Costa Rica                                                                | 3 – 1                                                                     | Giamaica                                                                  | Qual. Mondiali 1998                                                       | -                                                                         |                                                                           |
| 19-6-1997                                                                 | Santa Cruz de la Sierra                                                   | Messico                                                                   | 1 – 1                                                                     | Guatemala                                                                 | Coppa America 1997 - 1º turno                                             | 1                                                                         |                                                                           |
| 10-8-1997                                                                 | San José                                                                  | Costa Rica                                                                | 0 – 0                                                                     | El Salvador                                                               | Qual. Mondiali 1998                                                       | -                                                                         |                                                                           |
| 9-11-1997                                                                 | Città del Messico                                                         | Messico                                                                   | 3 – 3                                                                     | Costa Rica                                                                | Qual. Mondiali 1998                                                       | -                                                                         |                                                                           |
| 10-2-1999                                                                 | Kingston                                                                  | Giamaica                                                                  | 1 – 1                                                                     | Costa Rica                                                                | Amichevole                                                                | -                                                                         |                                                                           |
| 24-2-1999                                                                 | San José                                                                  | Costa Rica                                                                | 8 – 0                                                                     | Martinica                                                                 | Amichevole                                                                | 2                                                                         |                                                                           |
| 17-3-1999                                                                 | San José                                                                  | Costa Rica                                                                | 6 – 0                                                                     | Haiti                                                                     | Coppa delle nazioni UNCAF 1999 - 1º turno                                 | 2                                                                         |                                                                           |
| 21-3-1999                                                                 | San José                                                                  | Honduras                                                                  | 1 – 0                                                                     | Costa Rica                                                                | Coppa delle nazioni UNCAF 1997 - 1º turno                                 | -                                                                         |                                                                           |
| 24-3-1999                                                                 | San José                                                                  | Costa Rica                                                                | 1 – 0                                                                     | Guatemala                                                                 | Coppa delle nazioni UNCAF 1997 - 1º turno                                 | 1                                                                         |                                                                           |
| 26-3-1999                                                                 | San José                                                                  | Honduras                                                                  | 2 – 1                                                                     | Costa Rica                                                                | Coppa delle nazioni UNCAF 1997 - Semifinale                               | 1                                                                         |                                                                           |
| 28-3-1999                                                                 | San José                                                                  | Costa Rica                                                                | 4 – 0                                                                     | El Salvador                                                               | Coppa delle nazioni UNCAF 1997 - Finale 3º posto                          | 1                                                                         |                                                                           |
| 30-5-1999                                                                 | Concepción                                                                | Cile                                                                      | 3 – 0                                                                     | Costa Rica                                                                | Amichevole                                                                | -                                                                         |                                                                           |
| 19-8-1999                                                                 | Montevideo                                                                | Uruguay                                                                   | 4 – 3                                                                     | Costa Rica                                                                | Amichevole                                                                | 1                                                                         |                                                                           |
| 28-12-1999                                                                | Alajuela                                                                  | Costa Rica                                                                | 1 – 1                                                                     | Honduras                                                                  | Amichevole                                                                | -                                                                         |                                                                           |
| 21-6-2000                                                                 | Ciudad del Este                                                           | Paraguay                                                                  | 1 – 0                                                                     | Costa Rica                                                                | Amichevole                                                                | -                                                                         |                                                                           |
| 4-7-2000                                                                  | Alajuela                                                                  | Costa Rica                                                                | 4 – 1                                                                     | Panama                                                                    | Amichevole                                                                | 3                                                                         |                                                                           |
| 16-7-2000                                                                 | Bridgetown                                                                | Barbados                                                                  | 2 – 1                                                                     | Costa Rica                                                                | Qual. Mondiali 2002                                                       | -                                                                         |                                                                           |
| 23-7-2000                                                                 | San José                                                                  | Costa Rica                                                                | 2 – 1                                                                     | Stati Uniti                                                               | Qual. Mondiali 2002                                                       | 1                                                                         |                                                                           |
| 15-8-2000                                                                 | Alajuela                                                                  | Costa Rica                                                                | 2 – 1                                                                     | Guatemala                                                                 | Qual. Mondiali 2002                                                       | -                                                                         |                                                                           |
| 3-9-2000                                                                  | San José                                                                  | Costa Rica                                                                | 3 – 0                                                                     | Barbados                                                                  | Qual. Mondiali 2002                                                       | 1                                                                         |                                                                           |
| 11-10-2000                                                                | Columbus                                                                  | Stati Uniti                                                               | 0 – 0                                                                     | Costa Rica                                                                | Qual. Mondiali 2002                                                       | -                                                                         |                                                                           |
| 15-11-2000                                                                | Mazatenango                                                               | Guatemala                                                                 | 2 – 1                                                                     | Costa Rica                                                                | Qual. Mondiali 2002                                                       | 1                                                                         |                                                                           |
| 6-1-2001                                                                  | San José                                                                  | Costa Rica                                                                | 5 – 2                                                                     | Guatemala                                                                 | Qual. Mondiali 2002                                                       | 2                                                                         |                                                                           |
| 28-2-2001                                                                 | San José                                                                  | Costa Rica                                                                | 2 – 2                                                                     | Honduras                                                                  | Qual. Mondiali 2002                                                       | 1                                                                         |                                                                           |
| 29-3-2001                                                                 | San José                                                                  | Costa Rica                                                                | 3 – 0                                                                     | Trinidad e Tobago                                                         | Qual. Mondiali 2002                                                       | -                                                                         |                                                                           |
| 18-4-2001                                                                 | Alajuela                                                                  | Costa Rica                                                                | 2 – 2                                                                     | Venezuela                                                                 | Amichevole                                                                | 1                                                                         |                                                                           |
| 25-4-2001                                                                 | Kansas City                                                               | Stati Uniti                                                               | 1 – 0                                                                     | Costa Rica                                                                | Qual. Mondiali 2002                                                       | -                                                                         |                                                                           |
| 23-5-2001                                                                 | San Pedro Sula                                                            | Costa Rica                                                                | 4 – 0                                                                     | Belize                                                                    | Coppa delle nazioni UNCAF 2001 - 1º turno                                 | 3                                                                         |                                                                           |
| 27-5-2001                                                                 | San Pedro Sula                                                            | Guatemala                                                                 | 1 – 1                                                                     | Costa Rica                                                                | Coppa delle nazioni UNCAF 2001 - 1º turno                                 | -                                                                         |                                                                           |
| 30-5-2001                                                                 | San Pedro Sula                                                            | Panama                                                                    | 1 – 2                                                                     | Costa Rica                                                                | Coppa delle nazioni UNCAF 2001 - 1º turno                                 | -                                                                         |                                                                           |
| 1-6-2001                                                                  | Tegucigalpa                                                               | Guatemala                                                                 | 2 – 0                                                                     | Costa Rica                                                                | Coppa delle nazioni UNCAF 2001 - Quarti di finale                         | -                                                                         |                                                                           |
| 3-6-2001                                                                  | San Pedro Sula                                                            | Costa Rica                                                                | 1 – 1                                                                     | El Salvador                                                               | Coppa delle nazioni UNCAF 2001 - Finale 3º posto                          | -                                                                         | =                                                                         |
| 16-6-2001                                                                 | Città del Messico                                                         | Messico                                                                   | 2 – 1                                                                     | Costa Rica                                                                | Qual. Mondiali 2002                                                       | 1                                                                         |                                                                           |
| 20-6-2001                                                                 | Alajuela                                                                  | Costa Rica                                                                | 2 – 1                                                                     | Giamaica                                                                  | Qual. Mondiali 2002                                                       | -                                                                         |                                                                           |
| 2-7-2001                                                                  | Tegucigalpa                                                               | Honduras                                                                  | 3 – 2                                                                     | Costa Rica                                                                | Qual. Mondiali 2002                                                       | 1                                                                         |                                                                           |
| 13-7-2001                                                                 | Medellín                                                                  | Honduras                                                                  | 0 – 1                                                                     | Costa Rica                                                                | Coppa America 2001 - 1º turno                                             | -                                                                         |                                                                           |
| 16-7-2001                                                                 | Medellín                                                                  | Costa Rica                                                                | 1 – 1                                                                     | Uruguay                                                                   | Coppa America 2001 - 1º turno                                             | -                                                                         |                                                                           |
| 19-7-2001                                                                 | Medellín                                                                  | Costa Rica                                                                | 4 – 0                                                                     | Bolivia                                                                   | Coppa America 2001 - 1º turno                                             | 1                                                                         |                                                                           |
| 22-7-2001                                                                 | Armenia                                                                   | Uruguay                                                                   | 2 – 1                                                                     | Costa Rica                                                                | Coppa America 2001 - Quarti di finale                                     | -                                                                         |                                                                           |
| 1-9-2001                                                                  | Port of Spain                                                             | Trinidad e Tobago                                                         | 0 – 2                                                                     | Costa Rica                                                                | Qual. Mondiali 2002                                                       | -                                                                         |                                                                           |
| 5-9-2001                                                                  | San José                                                                  | Costa Rica                                                                | 2 – 0                                                                     | Stati Uniti                                                               | Qual. Mondiali 2002                                                       | 2                                                                         |                                                                           |
| 7-10-2001                                                                 | San José                                                                  | Costa Rica                                                                | 0 – 0                                                                     | Messico                                                                   | Qual. Mondiali 2002                                                       | -                                                                         |                                                                           |
| 11-11-2001                                                                | Kingston                                                                  | Giamaica                                                                  | 0 – 1                                                                     | Costa Rica                                                                | Qual. Mondiali 2002                                                       | -                                                                         |                                                                           |
| 18-1-2002                                                                 | Miami                                                                     | Martinica                                                                 | 0 – 2                                                                     | Costa Rica                                                                | Gold Cup 2002 - 1º turno                                                  | 1                                                                         |                                                                           |
| 20-1-2002                                                                 | Miami                                                                     | Costa Rica                                                                | 1 – 1                                                                     | Trinidad e Tobago                                                         | Gold Cup 2002 - 1º turno                                                  | 1                                                                         |                                                                           |
| 27-3-2002                                                                 | Alajuela                                                                  | Costa Rica                                                                | 0 – 1                                                                     | Marocco                                                                   | Amichevole                                                                | -                                                                         |                                                                           |
| 17-4-2002                                                                 | Stoccolma                                                                 | Svezia                                                                    | 1 – 1                                                                     | Costa Rica                                                                | Amichevole                                                                | -                                                                         |                                                                           |
| 20-4-2002                                                                 | Taegu                                                                     | Corea del Sud                                                             | 2 – 0                                                                     | Costa Rica                                                                | Amichevole                                                                | -                                                                         |                                                                           |
| 26-5-2002                                                                 | Bruxelles                                                                 | Belgio                                                                    | 1 – 0                                                                     | Costa Rica                                                                | Amichevole                                                                | -                                                                         |                                                                           |
| 4-6-2002                                                                  | Gwangju                                                                   | Cina                                                                      | 2 – 0                                                                     | Costa Rica                                                                | Mondiali 2002 - 1º turno                                                  | -                                                                         |                                                                           |
| 13-6-2002                                                                 | Suwon                                                                     | Brasile                                                                   | 5 – 2                                                                     | Costa Rica                                                                | Mondiali 2002 - 1º turno                                                  | -                                                                         |                                                                           |
| 10-2-2003                                                                 | Panama                                                                    | Costa Rica                                                                | 1 – 0                                                                     | El Salvador                                                               | Coppa delle nazioni UNCAF 2003 - 1º turno                                 | -                                                                         |                                                                           |
| 13-2-2003                                                                 | Panama                                                                    | Guatemala                                                                 | 1 – 1                                                                     | Panama                                                                    | Coppa delle nazioni UNCAF 2003 - 1º turno                                 | -                                                                         |                                                                           |
| 15-2-2003                                                                 | Colón                                                                     | Costa Rica                                                                | 1 – 0                                                                     | Nicaragua                                                                 | Coppa delle nazioni UNCAF 2003 - 1º turno                                 | -                                                                         |                                                                           |
| 20-2-2003                                                                 | Panama                                                                    | Costa Rica                                                                | 1 – 0                                                                     | Honduras                                                                  | Coppa delle nazioni UNCAF 2003 - Quarti di finale                         | -                                                                         |                                                                           |
| 29-3-2003                                                                 | Alajuela                                                                  | Costa Rica                                                                | 2 – 1                                                                     | Paraguay                                                                  | Amichevole                                                                | -                                                                         |                                                                           |
| 8-6-2003                                                                  | San José                                                                  | Costa Rica                                                                | 1 – 0                                                                     | Cile                                                                      | Amichevole                                                                | 1                                                                         |                                                                           |
| 12-7-2003                                                                 | Foxborough                                                                | Canada                                                                    | 1 – 0                                                                     | Costa Rica                                                                | Gold Cup 2003 - 1º turno                                                  | -                                                                         |                                                                           |
| 15-7-2003                                                                 | Foxborough                                                                | Costa Rica                                                                | 3 – 0                                                                     | Cuba                                                                      | Gold Cup 2003 - 1º turno                                                  | -                                                                         |                                                                           |
| 24-7-2003                                                                 | Città del Messico                                                         | Messico                                                                   | 2 – 0                                                                     | Costa Rica                                                                | Gold Cup 2003 - Semifinale                                                | -                                                                         |                                                                           |
| 26-7-2003                                                                 | Miami                                                                     | Stati Uniti                                                               | 3 – 2                                                                     | Costa Rica                                                                | Gold Cup 2003 - Finale 3º posto                                           | 2                                                                         |                                                                           |
| 20-8-2003                                                                 | Vienna                                                                    | Austria                                                                   | 2 – 0                                                                     | Costa Rica                                                                | Amichevole                                                                | -                                                                         |                                                                           |
| 11-10-2003                                                                | Potchefstroom                                                             | Sudafrica                                                                 | 2 – 1                                                                     | Costa Rica                                                                | Amichevole                                                                | -                                                                         |                                                                           |
| 9-10-2004                                                                 | San José                                                                  | Costa Rica                                                                | 5 – 0                                                                     | Guatemala                                                                 | Qual. Mondiali 2006                                                       | 1                                                                         |                                                                           |
| 12-1-2005                                                                 | San José                                                                  | Costa Rica                                                                | 3 – 3                                                                     | Haiti                                                                     | Amichevole                                                                | -                                                                         |                                                                           |
| 9-2-2005                                                                  | San José                                                                  | Costa Rica                                                                | 1 – 2                                                                     | Messico                                                                   | Qual. Mondiali 2006                                                       | -                                                                         |                                                                           |
| 4-2-2007                                                                  | Alajuela                                                                  | Costa Rica                                                                | 4 – 0                                                                     | Trinidad e Tobago                                                         | Amichevole                                                                | 2                                                                         |                                                                           |
| 9-2-2007                                                                  | San Salvador                                                              | Costa Rica                                                                | 3 – 1                                                                     | Honduras                                                                  | Coppa delle nazioni UNCAF 2007 - 1º turno                                 | 1                                                                         |                                                                           |
| 13-2-2007                                                                 | San Salvador                                                              | Panama                                                                    | 1 – 0                                                                     | Costa Rica                                                                | Coppa delle nazioni UNCAF 2007 - 1º turno                                 | -                                                                         |                                                                           |
| 16-2-2007                                                                 | San Salvador                                                              | Costa Rica                                                                | 2 – 0                                                                     | El Salvador                                                               | Coppa delle nazioni UNCAF 2007 - 1º turno                                 | 1                                                                         |                                                                           |
| 18-2-2007                                                                 | San Salvador                                                              | Costa Rica                                                                | 1 – 1                                                                     | Panama                                                                    | Coppa delle nazioni UNCAF 2007 - Ottavi di finale                         | -                                                                         |                                                                           |
| 24-3-2007                                                                 | San José                                                                  | Costa Rica                                                                | 4 – 0                                                                     | Nuova Zelanda                                                             | Amichevole                                                                | -                                                                         |                                                                           |
| 28-3-2007                                                                 | Talca                                                                     | Cile                                                                      | 1 – 1                                                                     | Costa Rica                                                                | Amichevole                                                                | 1                                                                         |                                                                           |
| 2-6-2007                                                                  | Buenos Aires                                                              | Argentina                                                                 | 2 – 0                                                                     | Costa Rica                                                                | Amichevole                                                                | -                                                                         |                                                                           |
| 6-6-2007                                                                  | Miami                                                                     | Canada                                                                    | 2 – 1                                                                     | Costa Rica                                                                | Gold Cup 2007 - 1º turno                                                  | -                                                                         |                                                                           |
| 9-6-2007                                                                  | Miami                                                                     | Costa Rica                                                                | 1 – 1                                                                     | Haiti                                                                     | Gold Cup 2007 - 1º turno                                                  | -                                                                         |                                                                           |
| 11-6-2007                                                                 | Miami                                                                     | Costa Rica                                                                | 1 – 0                                                                     | Guadalupa                                                                 | Gold Cup 2007 - 1º turno                                                  | -                                                                         |                                                                           |
| 17-6-2007                                                                 | Miami                                                                     | Costa Rica                                                                | 0 – 1 dts                                                                 | Messico                                                                   | Gold Cup 2007 - Quarti di finale                                          | -                                                                         |                                                                           |
| 14-6-2008                                                                 | Saint George's                                                            | Grenada                                                                   | 2 – 2                                                                     | Costa Rica                                                                | Qual. Mondiali 2010                                                       | -                                                                         |                                                                           |
| 10-10-2009                                                                | San José                                                                  | Costa Rica                                                                | 4 – 0                                                                     | Trinidad e Tobago                                                         | Qual. Mondiali 2010                                                       | -                                                                         |                                                                           |
| 14-11-2009                                                                | San José                                                                  | Costa Rica                                                                | 0 – 1                                                                     | Uruguay                                                                   | Qual. Mondiali 2010                                                       | -                                                                         |                                                                           |
| 18-11-2009                                                                | Montevideo                                                                | Uruguay                                                                   | 1 – 1                                                                     | Costa Rica                                                                | Qual. Mondiali 2010                                                       | -                                                                         |                                                                           |
| 26-3-2011                                                                 | San José                                                                  | Costa Rica                                                                | 2 – 2                                                                     | Cina                                                                      | Amichevole                                                                | -                                                                         |                                                                           |
| Totale                                                                    |                                                                           | Presenze                                                                  | 113                                                                       |                                                                           | Reti                                                                      | 47                                                                        |                                                                           |

## Palmarès

### Club

#### Competizioni nazionali
- Campionato costaricano: 6

Saprissa: 1993–1994, 1994–1995
Alajuense: 1996-1997, 2001-2002, 2002-2003, 2004-2005
- Campionato guatemalteco: 8

Comunicaciones: 1998-1999, 1999-2000, 2002-2003 Apertura, 2002-2003 Clausura, Apertura 2008, Apertura 2010, Clausura 2011, Apertura 2012
- Campionato messicano: 1

Pachuca: Invierno 2001
- Liga de Ascenso de México: 1

Pachuca: Invierno 1997

#### Competizioni internazionali
- CONCACAF Champions' Cup: 3

Saprissa: 1995
Pachuca: 2002
Alajuense: 2004
- Copa Interclubes UNCAF: 2

Alajuense: 1996, 2002

### Nazionale
- Coppa delle nazioni UNCAF: 2

Panama 2003, El Salvador 2007